# Teresa del Riego
María Teresa del Riego y Bustillos (Tineo, 1800-Londres, 19 de junio de 1824) viuda y sobrina del general Rafael del Riego.

## Biografía
Teresa contrajo matrimonio por poderes con su tío, dieciséis años mayor que ella, en Cangas de Narcea, en octubre de 1821. En 1822, el matrimonio se estableció en Madrid donde Rafael del Riego era diputado electo por Asturias. Tras la invasión de los Cien Mil Hijos de San Luis en 1823, Teresa huyó a Gibraltar y posteriormente se exiliaría en Little Chelsea, cerca de Londres, donde tendría noticia del apresamiento, proceso y ejecución de su esposo.
Durante su exilio, Teresa se mantuvo con una pensión de 25 libras anuales que ofrecía el gobierno británico a los exiliados españoles siempre que demostraran no haber dado apoyo a los franceses durante la Guerra de la Independencia. 
El 19 de junio de 1824, tras una penosa enfermedad falleció, siendo enterrada en la capilla de Moorsfield en Londres.